# Lijst van Sega Master System-spellen
De pagina lijst van Sega Master System-spellen bevat computerspellen die uitgegeven zijn voor Sega Master System.
| Titel                                                    | Jaar | Uitgever                                                                   | Genre                                           |
| -------------------------------------------------------- | ---- | -------------------------------------------------------------------------- | ----------------------------------------------- |
| 20 em 1                                                  | 1995 | Tec Toy Indústria de Brinquedos                                            | Actiespel Autoracespel Sportspel                |
| 4 Pak All Action                                         | 1995 | Home Entertainment Suppliers Pty.                                          | Compilatiespel                                  |
| 94 Super World Cup Chukku                                | 1994 | Daou Infosys                                                               | Sportspel                                       |
| Ace of Aces                                              | 1991 | Sega                                                                       | Actiespel Simulatiespel                         |
| Action Fighter                                           | 1986 | Sega                                                                       | Actiespel Autoracespel                          |
| The Addams Family                                        | 1993 | Flying Edge                                                                | Actiespel                                       |
| Aerial Assault                                           | 1990 | Sega                                                                       | Actiespel                                       |
| After Burner                                             | 1987 | Sega                                                                       | Actiespel                                       |
| Agi Gongyong Dooly                                       | 1991 | Daou Infosys                                                               | Actiespel                                       |
| Air Rescue                                               | 1992 | Sega                                                                       | Actiespel                                       |
| Alex Kidd: BMX Trial                                     | 1987 | Sega                                                                       | Autoracespel Sportspel                          |
| Alex Kidd: High-Tech World                               | 1989 | Sega                                                                       | Actiespel Strategiespel                         |
| Alex Kidd in Miracle World                               | 1986 | Sega                                                                       | Actiespel                                       |
| Alex Kidd in Shinobi World                               | 1990 | Sega                                                                       | Actiespel                                       |
| Alex Kidd: The Lost Stars                                | 1988 | Sega                                                                       | Actiespel                                       |
| ALF                                                      | 1989 | Sega                                                                       | Actiespel                                       |
| Alien³                                                   | 1992 | Arena Entertainment Tec Toy Indústria de Brinquedos                        | Actiespel                                       |
| Alien Storm                                              | 1991 | Sega Tec Toy Indústria de Brinquedos                                       | Actiespel                                       |
| Alien Syndrome                                           | 1987 | Sega                                                                       | Actiespel                                       |
| Altered Beast                                            | 1989 | Sega                                                                       | Actiespel                                       |
| Andre Agassi Tennis                                      | 1993 | Lance Investments                                                          | Sportspel                                       |
| Arcade Smash Hits                                        | 1992 | Virgin Games                                                               | Actiespel                                       |
| As Aventuras da TV Colosso                               | 1996 | Tec Toy Indústria de Brinquedos                                            | Actiespel                                       |
| Assault City                                             | 1990 | Sega                                                                       | Actiespel                                       |
| Astérix                                                  | 1991 | Sega                                                                       | Actiespel                                       |
| Astérix and the Great Rescue                             | 1994 | Sega Tec Toy Indústria de Brinquedos                                       | Actiespel                                       |
| Astérix and the Secret Mission                           | 1993 | Sega Tec Toy Indústria de Brinquedos                                       | Actiespel                                       |
| Astro Warrior                                            | 1986 | Sega                                                                       | Actiespel                                       |
| Astro Warrior / Pit Pot                                  | 1986 | Sega SEGA Corporation                                                      | Actiespel                                       |
| Ayrton Senna's Super Monaco GP II                        | 1992 | Sega Tec Toy Indústria de Brinquedos                                       | Actiespel Autoracespel                          |
| Aztec Adventure                                          | 1987 | Sega                                                                       | Actiespel Strategiespel                         |
| Back to the Future Part II                               | 1990 | Image Works                                                                | Actiespel                                       |
| Back to the Future Part III                              | 1991 | Image Works                                                                | Actiespel                                       |
| Baku Baku Animal                                         | 1998 | Tec Toy Indústria de Brinquedos                                            | Strategiespel                                   |
| Bank Panic                                               | 1987 | Sega                                                                       | Actiespel                                       |
| Basketball Nightmare                                     | 1989 | Sega                                                                       | Actiespel Sportspel                             |
| Batman Returns                                           | 1992 | Sega Tec Toy Indústria de Brinquedos                                       | Actiespel                                       |
| Battle Out Run                                           | 1989 | Sega Tec Toy Indústria de Brinquedos                                       | Actiespel Autoracespel                          |
| Battletoads in Battlemaniacs                             | 1994 | Tec Toy Indústria de Brinquedos                                            | Actiespel                                       |
| Black Belt                                               | 1986 | Sega                                                                       | Actiespel                                       |
| Blade Eagle 3-D                                          | 1988 | Sega                                                                       | Actiespel                                       |
| Bomber Raid                                              | 1988 | Sega                                                                       | Actiespel                                       |
| Bonanza Bros.                                            | 1991 | Sega Tec Toy Indústria de Brinquedos                                       | Actiespel                                       |
| Bram Stoker's Dracula                                    | 1993 | Sony Imagesoft                                                             | Actiespel                                       |
| Bubble Bobble                                            | 1991 | Sega Tec Toy Indústria de Brinquedos                                       | Actiespel                                       |
| Buggy Run                                                | 1993 | Sega                                                                       | Autoracespel                                    |
| California Games                                         | 1989 | Sega                                                                       | Sportspel                                       |
| California Games II                                      | 1993 | Sega Tec Toy Indústria de Brinquedos                                       | Sportspel                                       |
| Captain Silver                                           | 1988 | Sega                                                                       | Actiespel                                       |
| Casino Games                                             | 1989 | Sega                                                                       | Strategiespel                                   |
| Castelo Rá-Tim-Bum                                       | 1997 | Tec Toy Indústria de Brinquedos                                            | Actiespel                                       |
| Castle of Illusion starring Mickey Mouse                 | 1990 | Sega Tec Toy Indústria de Brinquedos                                       | Actiespel                                       |
| Championship Hockey                                      | 1992 | U.S. Gold                                                                  | Sportspel                                       |
| Champions of Europe                                      | 1992 | TecMagik Entertainment                                                     | Simulatiespel Sportspel                         |
| Chapolim x Drácula: Um Duelo Assustador                  | 1994 | Tec Toy Indústria de Brinquedos                                            | Actiespel                                       |
| Chase H.Q.                                               | 1991 | Taito Corporation                                                          | Actiespel Autoracespel                          |
| Chase H.Q. II: Special Criminal Investigation            | 1992 | Sega Taito Corporation                                                     | Actiespel Autoracespel                          |
| Cheese Cat-Astrophe starring Speedy Gonzales             | 1995 | Sega                                                                       | Actiespel                                       |
| Ch?onsenshi Borgman                                      | 1988 | Sega                                                                       | Actiespel                                       |
| Choplifter!                                              | 1986 | Sega                                                                       | Actiespel                                       |
| Chuck Rock                                               | 1992 | Virgin Games                                                               | Actiespel                                       |
| Chuck Rock II: Son of Chuck                              | 1993 | Core Design Tec Toy Indústria de Brinquedos                                | Actiespel                                       |
| Cloud Master                                             | 1989 | Sega                                                                       | Actiespel                                       |
| Columns                                                  | 1990 | Sega Tec Toy Indústria de Brinquedos                                       | Strategiespel                                   |
| Comical Machine Gun Joe                                  | 1986 | Sega                                                                       | Actiespel                                       |
| Cool Spot                                                | 1993 | Virgin Interactive Entertainment (Europe)                                  | Actiespel                                       |
| Cosmic Spacehead                                         | 1993 | Codemasters                                                                | Actiespel Avonturenspel                         |
| The Cyber Shinobi                                        | 1990 | Sega Tec Toy Indústria de Brinquedos                                       | Actiespel                                       |
| Cyborg Hunter                                            | 1988 | Sega                                                                       | Actiespel                                       |
| Cyborg Z                                                 | 1991 | Zemina                                                                     | Actiespel                                       |
| Dallyeora Piguwang                                       | 1995 | Game Line                                                                  | Sportspel                                       |
| Danan the Jungle Fighter                                 | 1990 | SEGA Corporation                                                           | Actiespel                                       |
| Dead Angle                                               | 1989 | SEGA Corporation                                                           | Actiespel                                       |
| Deep Duck Trouble starring Donald Duck                   | 1993 | Sega Tec Toy Indústria de Brinquedos                                       | Actiespel                                       |
| Desert Speedtrap starring Road Runner and Wile E. Coyote | 1993 | Sega Tec Toy Indústria de Brinquedos                                       | Actiespel                                       |
| Desert Strike: Return to the Gulf                        | 1992 | Domark Software                                                            | Actiespel                                       |
| Dick Tracy                                               | 1990 | Sega Tec Toy Indústria de Brinquedos                                       | Actiespel                                       |
| Digger Chan                                              | 2011 |                                                                            | Strategiespel                                   |
| Disney's Aladdin                                         | 1994 | Sega Tec Toy Indústria de Brinquedos                                       | Actiespel                                       |
| Disney's Ariel the Little Mermaid                        | 1993 | Tec Toy Indústria de Brinquedos                                            | Actiespel                                       |
| Disney's Bonkers: Wax Up!                                | 1996 | Tec Toy Indústria de Brinquedos                                            | Actiespel                                       |
| Double Dragon                                            | 1988 | Sega                                                                       | Actiespel                                       |
| Double Hawk                                              | 1990 | Sega                                                                       | Actiespel                                       |
| Dragon Crystal                                           | 1991 | Sega                                                                       | RPG                                             |
| Dragon: The Bruce Lee Story                              | 1995 | Virgin Interactive Entertainment (Europe)                                  | Actiespel                                       |
| Dr. Robotnik's Mean Bean Machine                         | 1994 | Sega                                                                       | Strategiespel                                   |
| Dynamite Duke                                            | 1989 | Sega Tec Toy Indústria de Brinquedos                                       | Actiespel                                       |
| Dynamite Düx                                             | 1989 | Sega                                                                       | Actiespel                                       |
| Dynamite Headdy                                          | 1994 | Tec Toy Indústria de Brinquedos                                            | Actiespel                                       |
| Eagles 5                                                 | 1990 | Zemina                                                                     | Actiespel                                       |
| Earthworm Jim                                            | 1996 | Tec Toy Indústria de Brinquedos                                            | Actiespel                                       |
| Ecco the Dolphin                                         | 1993 | Sega Tec Toy Indústria de Brinquedos                                       | Actiespel                                       |
| Ecco: The Tides of Time                                  | 1996 | Tec Toy Indústria de Brinquedos                                            | Actiespel                                       |
| Enduro Racer                                             | 1987 | Sega                                                                       | Autoracespel Sportspel                          |
| E-SWAT: Cyber Police                                     | 1990 | Sega Tec Toy Indústria de Brinquedos                                       | Actiespel                                       |
| F-16 Fighting Falcon                                     | 1986 | Sega                                                                       | Simulatiespel                                   |
| The Fantastic Adventures of Dizzy                        | 1993 | The Codemasters Software Company Limited                                   | Actiespel                                       |
| Fantasy Zone                                             | 1986 | Sega                                                                       | Actiespel                                       |
| Fantasy Zone II                                          | 1987 | Sega                                                                       | Actiespel                                       |
| Fantasy Zone: The Maze                                   | 1987 | Sega                                                                       | Actiespel                                       |
| Férias Frustradas do Pica-Pau                            | 1996 | Tec Toy Indústria de Brinquedos                                            | Actiespel                                       |
| FIFA International Soccer                                | 1996 | Electronic Arts                                                            | Sportspel                                       |
| Fire & Forget II                                         | 1990 | Titus France                                                               | Actiespel Autoracespel                          |
| Fire & Ice                                               | 1995 | Tec Toy Indústria de Brinquedos                                            | Actiespel                                       |
| Flashpoint                                               | 1991 | Zemina                                                                     | Strategiespel                                   |
| The Flash                                                | 1993 | Sega                                                                       | Actiespel                                       |
| The Flintstones                                          | 1991 | Grandslam Video                                                            | Actiespel                                       |
| Forgotten Worlds                                         | 1991 | Capcom                                                                     | Actiespel                                       |
| Formula One                                              | 1993 | Domark Software                                                            | Autoracespel Simulatiespel Sportspel            |
| Gaegujangi Kkachi                                        | 1993 | Hicom Entertainment                                                        | Actiespel                                       |
| Gain Ground                                              | 1990 | Sega                                                                       | Actiespel Strategiespel                         |
| Galactic Protector                                       | 1988 | Sega                                                                       | Actiespel                                       |
| Galaxy Force                                             | 1989 | Sega                                                                       | Actiespel                                       |
| Game Box Série Corridas                                  | 1995 | Tec Toy Indústria de Brinquedos                                            | Autoracespel Sportspel                          |
| Game Box Série Esportes                                  | 1994 | Tec Toy Indústria de Brinquedos                                            | Sportspel                                       |
| Game Box Série Esportes Radicais                         | 1996 | Tec Toy Indústria de Brinquedos                                            | Sportspel                                       |
| Game Box Série Lutas                                     | 1995 | Tec Toy Indústria de Brinquedos                                            | Actiespel                                       |
| Gangster Town                                            | 1987 | Sega                                                                       | Actiespel                                       |
| Gauntlet                                                 | 1990 | U.S. Gold                                                                  | Actiespel                                       |
| George Foreman's KO Boxing                               | 1992 | Flying Edge                                                                | Sportspel                                       |
| Geraldinho                                               | 1995 | Tec Toy Indústria de Brinquedos                                            | Actiespel                                       |
| Ghostbusters                                             | 1987 | Sega                                                                       | Actiespel                                       |
| Ghost House                                              | 1986 | Sega                                                                       | Actiespel                                       |
| Ghouls 'N Ghosts                                         | 1989 | Sega                                                                       | Actiespel                                       |
| G-Loc Air Battle                                         | 1991 | Sega                                                                       | Actiespel                                       |
| Golden Axe                                               | 1989 | Sega                                                                       | Actiespel                                       |
| Golden Axe Warrior                                       | 1990 | Sega Tec Toy Indústria de Brinquedos                                       | Actiespel                                       |
| Golfamania                                               | 1990 | Sega                                                                       | Sportspel                                       |
| Golvellius: Valley of Doom                               | 1988 | Sega                                                                       | Actiespel                                       |
| GP Rider                                                 | 1993 | Sega                                                                       | Autoracespel                                    |
| Great Baseball                                           | 1987 | SEGA Corporation                                                           | Sportspel                                       |
| Great Basketball                                         | 1987 | Sega                                                                       | Sportspel                                       |
| Great Football                                           | 1987 | Sega                                                                       | Sportspel                                       |
| Great Golf                                               | 1987 | Sega                                                                       | Simulatiespel Sportspel                         |
| Great Ice Hockey                                         | 1986 | Sega                                                                       | Sportspel                                       |
| Great Soccer                                             | 1987 | Sega                                                                       | Sportspel                                       |
| Great Soccer                                             | 1985 | Sega                                                                       | Sportspel                                       |
| Great Volleyball                                         | 1987 | Sega                                                                       | Sportspel                                       |
| Hang-On                                                  | 1985 | Sega                                                                       | Autoracespel                                    |
| Hang-On & Astro Warrior                                  | 1986 | Sega                                                                       | Actiespel Autoracespel                          |
| Hang On & Safari Hunt                                    | 1986 | Sega                                                                       | Autoracespel                                    |
| Heroes of the Lance                                      | 1991 | Strategic Simulations                                                      | Actiespel                                       |
| Hokuto no Ken                                            | 1986 | Sega                                                                       | Actiespel                                       |
| Hoshi o sagashite...                                     | 1988 | Sega                                                                       | Avonturenspel                                   |
| Impossible Mission                                       | 1990 | U.S. Gold                                                                  | Actiespel                                       |
| The Incredible Crash Dummies                             | 1993 | Acclaim Entertainment                                                      | Actiespel                                       |
| The Incredible Hulk                                      | 1994 | U.S. Gold                                                                  | Actiespel                                       |
| Indiana Jones and the Last Crusade: The Action Game      | 1990 | Tec Toy Indústria de Brinquedos U.S. Gold                                  | Actiespel                                       |
| Ivan 'Ironman' Stewart's Super Off Road                  | 1993 | Virgin Games                                                               | Autoracespel                                    |
| James Bond 007: The Duel                                 | 1993 | Domark Software                                                            | Actiespel                                       |
| James "Buster" Douglas Knockout Boxing                   | 1990 | Sega                                                                       | Sportspel                                       |
| James Pond 2: Codename Robocod                           | 1993 | U.S. Gold                                                                  | Actiespel                                       |
| Janggun-ui Adeul                                         | 1992 | Daou Infosys                                                               | Actiespel                                       |
| Jang Pung 3                                              | 1994 | SIECO                                                                      | Actiespel                                       |
| Joe Montana Football                                     | 1990 | Sega                                                                       | Sportspel                                       |
| The Jungle Book                                          | 1994 | Virgin Interactive Entertainment (Europe)                                  | Actiespel                                       |
| Jurassic Park                                            | 1993 | Sega                                                                       | Actiespel                                       |
| Kenseiden                                                | 1988 | Sega                                                                       | Actiespel                                       |
| King's Quest I: Quest for the Crown                      | 1989 | Parker Brothers                                                            | Avonturenspel                                   |
| Klax                                                     | 1991 | Tengen                                                                     | Actiespel Strategiespel                         |
| Krusty's Fun House                                       | 1992 | Acclaim Entertainment                                                      | Actiespel                                       |
| Kung Fu Kid                                              | 1987 | Sega                                                                       | Actiespel                                       |
| Land of Illusion starring Mickey Mouse                   | 1992 | Sega                                                                       | Actiespel                                       |
| Laser Ghost                                              | 1991 | Sega                                                                       | Actiespel                                       |
| Legend of Illusion starring Mickey Mouse                 | 1994 | Tec Toy Indústria de Brinquedos                                            | Actiespel                                       |
| Lemmings                                                 | 1992 | Sega                                                                       | Strategiespel                                   |
| Line of Fire                                             | 1991 | Sega Tec Toy Indústria de Brinquedos                                       | Actiespel                                       |
| The Lion King                                            | 1994 | Virgin Interactive Entertainment Virgin Interactive Entertainment (Europe) | Actiespel                                       |
| Lord of the Sword                                        | 1988 | Sega                                                                       | Actiespel                                       |
| The Lucky Dime Caper starring Donald Duck                | 1991 | Sega Tec Toy Indústria de Brinquedos                                       | Actiespel                                       |
| Marble Madness                                           | 1992 | Virgin Games                                                               | Actiespel                                       |
| Marksman Shooting & Trap Shooting                        | 1986 | Sega                                                                       | Actiespel                                       |
| Marksman Shooting / Trap Shooting / Safari Hunt          | 1986 | Sega                                                                       | Actiespel Sportspel                             |
| Master Games 1                                           | 1993 | Sega                                                                       |                                                 |
| Master of Darkness                                       | 1992 | SEGA Corporation                                                           | Actiespel                                       |
| Masters of Combat                                        | 1993 | Sega                                                                       | Actiespel                                       |
| Maze Hunter 3-D                                          | 1987 | Sega                                                                       | Actiespel                                       |
| Megumi Rescue                                            | 1988 | Sega                                                                       | Actiespel                                       |
| Mercs                                                    | 1991 | Sega                                                                       | Actiespel                                       |
| Michael Jackson's Moonwalker                             | 1990 | Sega                                                                       | Actiespel                                       |
| Mickey's Ultimate Challenge                              | 1998 | Tec Toy Indústria de Brinquedos                                            | Strategiespel                                   |
| Mick & Mack as the Global Gladiators                     | 1993 | Tec Toy Indústria de Brinquedos Virgin Games                               | Actiespel                                       |
| Micro Machines                                           | 1993 | The Codemasters Software Company Limited                                   | Autoracespel                                    |
| Miracle Warriors: Seal of the Dark Lord                  | 1987 | Sega                                                                       | Actiespel RPG                                   |
| Missile Defense 3-D                                      | 1987 | Sega                                                                       | Actiespel                                       |
| Mônica no Castelo do Dragão                              | 1991 | Tec Toy Indústria de Brinquedos                                            | Actiespel                                       |
| Monopoly                                                 | 1987 | Sega                                                                       | Strategiespel                                   |
| Montezuma's Revenge                                      | 1989 | Parker Brothers                                                            | Actiespel                                       |
| Mortal Kombat                                            | 1993 | Arena Entertainment                                                        | Actiespel                                       |
| Mortal Kombat 3                                          | 1996 | Tec Toy Indústria de Brinquedos                                            | Actiespel                                       |
| Mortal Kombat II                                         | 1994 | Acclaim Entertainment                                                      | Actiespel                                       |
| Ms. Pac-Man                                              | 1991 | Tengen                                                                     | Actiespel                                       |
| My Hero                                                  | 1986 | Sega Tec Toy Indústria de Brinquedos                                       | Actiespel                                       |
| New Boggle Boggle 2                                      | 1989 | Zemina                                                                     | Actiespel                                       |
| The New Zealand Story                                    | 1992 | Taito Corporation                                                          | Actiespel                                       |
| Ninja Gaiden                                             | 1992 | Sega                                                                       | Actiespel                                       |
| The Ninja                                                | 1986 | Sega Tec Toy Indústria de Brinquedos                                       | Actiespel                                       |
| Olympic Gold: Barcelona '92                              | 1992 | Sega Tec Toy Indústria de Brinquedos U.S. Gold                             | Sportspel                                       |
| Operation Wolf                                           | 1990 | Taito Corporation Tec Toy Indústria de Brinquedos                          | Actiespel                                       |
| The Ottifants                                            | 1993 | Sega                                                                       | Actiespel                                       |
| OutRun                                                   | 1987 | Sega                                                                       | Autoracespel                                    |
| Out Run 3-D                                              | 1988 | Sega                                                                       | Autoracespel                                    |
| OutRun Europa                                            | 1991 | U.S. Gold                                                                  | Autoracespel                                    |
| Pac-Mania                                                | 1991 | Tengen                                                                     | Actiespel                                       |
| Paperboy                                                 | 1990 | U.S. Gold                                                                  | Actiespel                                       |
| Parlour Games                                            | 1987 | Sega                                                                       | Sportspel                                       |
| Penguin Land                                             | 1987 | Sega                                                                       | Actiespel                                       |
| PGA Tour Golf                                            | 1991 | Tengen                                                                     | Sportspel                                       |
| Phantasy Star                                            | 1987 | Sega Tec Toy Indústria de Brinquedos                                       | RPG                                             |
| Pit-Fighter                                              | 1991 | Domark Software                                                            | Actiespel                                       |
| Pit Pot: The Magical Castle                              | 1985 | Sega                                                                       | Actiespel                                       |
| Populous                                                 | 1991 | Electronic Arts                                                            | Strategiespel                                   |
| Poseidon Wars 3-D                                        | 1988 | Sega                                                                       | Actiespel Simulatiespel                         |
| Power Strike                                             | 1988 | Sega                                                                       | Actiespel                                       |
| Power Strike II                                          | 1993 | Sega                                                                       | Actiespel                                       |
| Predator 2                                               | 1992 | Acclaim Entertainment                                                      | Actiespel                                       |
| Prince of Persia                                         | 1992 | Domark Software                                                            | Actiespel                                       |
| Pro Wrestling                                            | 1986 | Sega                                                                       | Actiespel Sportspel                             |
| Psychic World                                            | 1991 | Sega                                                                       | Actiespel                                       |
| Psycho Fox                                               | 1989 | Sega                                                                       | Actiespel                                       |
| Putt & Putter                                            | 1992 | Sega                                                                       | Sportspel                                       |
| Quartet                                                  | 1987 | Sega                                                                       | Actiespel                                       |
| Quest for the Shaven Yak starring Ren Hoëk & Stimpy      | 1995 | Tec Toy Indústria de Brinquedos                                            | Actiespel                                       |
| Rainbow Islands                                          | 1993 | Sega                                                                       | Actiespel                                       |
| Rambo: First Blood Part II                               | 1986 | Sega                                                                       | Actiespel                                       |
| Rambo III                                                | 1988 | Sega                                                                       | Actiespel                                       |
| Rampage                                                  | 1988 | Sega Activision Tec Toy Indústria de Brinquedos                            | Actiespel                                       |
| Rampart                                                  | 1993 | Tengen                                                                     | Actiespel Strategiespel                         |
| Rastan                                                   | 1988 | Sega Tonka                                                                 | Actiespel                                       |
| R.C. Grand Prix                                          | 1989 | Sega Seismic Software                                                      | Autoracespel                                    |
| Reggie Jackson Baseball                                  | 1988 | Sega                                                                       | Sportspel                                       |
| Renegade                                                 | 1993 | Sega                                                                       | Actiespel                                       |
| Rescue Mission                                           | 1988 | Sega                                                                       | Actiespel                                       |
| Road Rash                                                | 1994 | U.S. Gold                                                                  | Actiespel Autoracespel                          |
| RoboCop 3                                                | 1993 | Acclaim Entertainment                                                      | Actiespel                                       |
| RoboCop Versus the Terminator                            | 1993 | Virgin Games                                                               | Actiespel                                       |
| Rocky                                                    | 1987 | Sega                                                                       | Sportspel                                       |
| R-Type                                                   | 1988 | Sega                                                                       | Actiespel                                       |
| Running Battle                                           | 1991 | Sega                                                                       | Actiespel                                       |
| Rygar                                                    | 1988 | Salio                                                                      | Actiespel                                       |
| Safari Hunt                                              | 1986 | Sega                                                                       | Actiespel                                       |
| Sagaia                                                   | 1992 | Taito Corporation Tec Toy Indústria de Brinquedos                          | Actiespel                                       |
| Sapo Xulé: O Mestre do Kung Fu                           | 1995 | Tec Toy Indústria de Brinquedos                                            | Actiespel                                       |
| Sapo Xulé: S.O.S. Lagoa Poluída                          | 1996 | Tec Toy Indústria de Brinquedos                                            | Actiespel                                       |
| Sapo Xulé vs. Os Invasores do Brejo                      | 1995 | Tec Toy Indústria de Brinquedos                                            | Actiespel                                       |
| Scramble Spirits                                         | 1989 | Sega                                                                       | Actiespel                                       |
| SDI: Strategic Defense Initiative                        | 1987 | Sega                                                                       | Actiespel                                       |
| Sega Chess                                               | 1991 | Sega                                                                       | Strategiespel                                   |
| SEGA Master System (included games)                      | 1986 | Sega Tec Toy Indústria de Brinquedos                                       | Compilatiespel                                  |
| Sensible Soccer: European Champions: 92/93 Edition       | 1993 | Sony Imagesoft                                                             | Actiespel Sportspel                             |
| Shadow Dancer                                            | 1991 | Sega                                                                       | Actiespel                                       |
| Shadow of the Beast                                      | 1992 | Psygnosis Limited                                                          | Actiespel                                       |
| Shanghai                                                 | 1988 | Sega                                                                       | Strategiespel                                   |
| Shinobi                                                  | 1988 | Sega                                                                       | Actiespel                                       |
| Shooting Gallery                                         | 1987 | Sega                                                                       | Actiespel                                       |
| The Simpsons: Bart vs. the Space Mutants                 | 1992 | Tec Toy Indústria de Brinquedos Flying Edge                                | Actiespel                                       |
| The Simpsons: Bart vs. the World                         | 1993 | Acclaim Entertainment                                                      | Actiespel Simulatiespel Sportspel Strategiespel |
| Sítio do Picapau Amarelo                                 | 1997 | Tec Toy Indústria de Brinquedos                                            | Actiespel                                       |
| Slap Shot                                                | 1990 | Sega                                                                       | Sportspel                                       |
| Smash T.V.                                               | 1992 | Acclaim Entertainment                                                      | Actiespel                                       |
| The Smurfs                                               | 1994 | Infogrames Europe                                                          | Actiespel                                       |
| The Smurfs Travel the World                              | 1995 | Infogrames Europe                                                          | Actiespel                                       |
| Solomon's Key                                            | 1988 | Salio                                                                      | Actiespel Strategiespel                         |
| Sonic Blast                                              | 1997 | Tec Toy Indústria de Brinquedos                                            | Actiespel                                       |
| Sonic the Hedgehog                                       | 1991 | Sega Tec Toy Indústria de Brinquedos                                       | Actiespel                                       |
| Sonic the Hedgehog 2                                     | 1992 | Sega                                                                       | Actiespel                                       |
| Sonic the Hedgehog Chaos                                 | 1993 | Sega Tec Toy Indústria de Brinquedos                                       | Actiespel                                       |
| Sonic the Hedgehog: Spinball                             | 1994 | Sega                                                                       | Actiespel                                       |
| Space Gun                                                | 1992 | Sega Taito Corporation                                                     | Actiespel                                       |
| Space Harrier                                            | 1986 | Sega                                                                       | Actiespel                                       |
| Space Harrier 3-D                                        | 1988 | Sega                                                                       | Actiespel                                       |
| Speedball                                                | 1990 | Image Works Virgin Games                                                   | Actiespel Sportspel                             |
| Speedball 2: Brutal Deluxe                               | 1992 | Virgin Games                                                               | Actiespel Sportspel                             |
| SpellCaster                                              | 1989 | Sega                                                                       | Actiespel                                       |
| SpellCaster                                              | 1988 | Sega                                                                       | Actiespel Avonturenspel                         |
| Spider-Man                                               | 1990 | Sega Tec Toy Indústria de Brinquedos                                       | Actiespel                                       |
| Spider-Man: Return of the Sinister Six                   | 1992 | Acclaim Entertainment Flying Edge                                          | Actiespel                                       |
| Spy vs Spy                                               | 1986 | Sega                                                                       | Actiespel Strategiespel                         |
| Star Wars                                                | 1993 | U.S. Gold                                                                  | Actiespel                                       |
| Street Fighter II': Special Champion Edition             | 1997 | Tec Toy Indústria de Brinquedos                                            | Actiespel                                       |
| Streets of Rage                                          | 1993 | Sega                                                                       | Actiespel                                       |
| Streets of Rage 2                                        | 1993 | Sega Tec Toy Indústria de Brinquedos                                       | Actiespel                                       |
| Strider                                                  | 1991 | Sega Tec Toy Indústria de Brinquedos SEGA Corporation                      | Actiespel                                       |
| Strider 2                                                | 1992 | U.S. Gold                                                                  | Actiespel                                       |
| Submarine Attack                                         | 1990 | Sega Tec Toy Indústria de Brinquedos                                       | Actiespel                                       |
| Summer Games                                             | 1988 | Sega SEGA Corporation                                                      | Actiespel Sportspel                             |
| Super Boy 4                                              | 1992 | Zemina                                                                     | Actiespel                                       |
| Super Boy I                                              | 1989 | Zemina                                                                     | Actiespel                                       |
| Super Boy II                                             | 1989 | Zemina                                                                     | Actiespel                                       |
| Super Boy III                                            | 1991 | Zemina                                                                     | Actiespel                                       |
| Super Kick Off                                           | 1991 | U.S. Gold                                                                  | Sportspel                                       |
| Superman: The Man of Steel                               | 1993 | Virgin Games                                                               | Actiespel                                       |
| Super Monaco GP                                          | 1990 | Sega Tec Toy Indústria de Brinquedos                                       | Autoracespel                                    |
| Super Racing                                             | 1988 | Sega                                                                       | Autoracespel                                    |
| Super Tennis                                             | 1985 | Sega                                                                       | Sportspel                                       |
| Taito's Super Space Invaders                             | 1991 | Domark Software                                                            | Actiespel                                       |
| Taz in Escape from Mars                                  | 1996 | Tec Toy Indústria de Brinquedos                                            | Actiespel                                       |
| Taz-Mania                                                | 1992 | Sega                                                                       | Actiespel                                       |
| Tecmo World Cup '93                                      | 1993 | Sega                                                                       | Sportspel                                       |
| Teddy Boy                                                | 1985 | Sega                                                                       | Actiespel                                       |
| Tennis Ace                                               | 1989 | Sega                                                                       | Sportspel                                       |
| Terminator 2: Judgment Day                               | 1993 | Acclaim Entertainment                                                      | Actiespel Autoracespel                          |
| The Terminator                                           | 1992 | Virgin Games                                                               | Actiespel                                       |
| The Three Dragon Story                                   | 1989 | Zemina                                                                     | Actiespel                                       |
| ThunderBlade                                             | 1988 | Sega                                                                       | Actiespel                                       |
| Time Soldiers                                            | 1989 | Sega                                                                       | Actiespel                                       |
| Tom and Jerry: The Movie                                 | 1992 | Sega                                                                       | Actiespel                                       |
| Toto World 3                                             | 1993 | Daou Infosys                                                               | Actiespel                                       |
| TransBot                                                 | 1985 | Sega Tec Toy Indústria de Brinquedos                                       | Actiespel                                       |
| Trivial Pursuit                                          | 1992 | Domark Software                                                            | Strategiespel                                   |
| Turma da Mônica em: O Resgate                            | 1993 | Tec Toy Indústria de Brinquedos                                            | Actiespel                                       |
| Ultima IV: Quest of the Avatar                           | 1990 | Sega Tec Toy Indústria de Brinquedos                                       | RPG                                             |
| Ultimate Soccer                                          | 1993 | Sega                                                                       | Sportspel                                       |
| Vigilante                                                | 1989 | Sega                                                                       | Actiespel                                       |
| Virtua Fighter Animation                                 | 1997 | Tec Toy Indústria de Brinquedos                                            | Actiespel                                       |
| Walter Payton Football                                   | 1989 | Sega                                                                       | Sportspel                                       |
| Wanted                                                   | 1989 | Sega                                                                       | Actiespel                                       |
| Where in the World is Carmen Sandiego?                   | 1988 | Tec Toy Indústria de Brinquedos Parker Brothers                            | Educatiespel                                    |
| Wimbledon Championship Tennis                            | 1993 | Sega                                                                       | Actiespel Sportspel                             |
| Winter Olympics: Lillehammer '94                         | 1994 | U.S. Gold                                                                  | Sportspel                                       |
| Wolfchild                                                | 1993 | Virgin Games                                                               | Actiespel                                       |
| Wonder Boy                                               | 1987 | Sega                                                                       | Actiespel                                       |
| Wonder Boy III: The Dragon's Trap                        | 1989 | Sega                                                                       | Actiespel                                       |
| Wonder Boy in Monster Land                               | 1988 | Sega                                                                       | Actiespel                                       |
| Wonder Boy in Monster World                              | 1993 | Sega                                                                       | Actiespel                                       |
| Woody Pop                                                | 1987 | Sega                                                                       | Actiespel                                       |
| World Championship Soccer                                | 1990 | Sega Tec Toy Indústria de Brinquedos                                       | Sportspel                                       |
| World Class Leader Board                                 | 1991 | Tec Toy Indústria de Brinquedos U.S. Gold                                  | Sportspel                                       |
| World Cup USA 94                                         | 1994 | U.S. Gold                                                                  | Sportspel                                       |
| World Games                                              | 1989 | Sega SEGA Corporation                                                      | Actiespel Sportspel                             |
| World Grand Prix                                         | 1986 | Sega                                                                       | Autoracespel                                    |
| WWF Wrestlemania: Steel Cage Challenge                   | 1993 | Flying Edge                                                                | Actiespel Sportspel                             |
| Xenon 2: Megablast                                       | 1991 | Image Works Virgin Games                                                   | Actiespel                                       |
| Xevious                                                  | 1990 | Zemina                                                                     | Actiespel                                       |
| X-Men: Mojo World                                        | 1996 | Tec Toy Indústria de Brinquedos                                            | Actiespel                                       |
| Ys: The Vanished Omens                                   | 1988 | Sega                                                                       | Actiespel RPG                                   |
| Zaxxon 3-D                                               | 1987 | Sega                                                                       | Actiespel                                       |
| Zillion                                                  | 1987 | Sega                                                                       | Actiespel                                       |
| Zillion 2: Tri Formation                                 | 1987 | Sega                                                                       | Actiespel Autoracespel                          |
| Zool                                                     | 1993 | Gremlin Graphics Software                                                  | Actiespel                                       |